# Keith Ellison

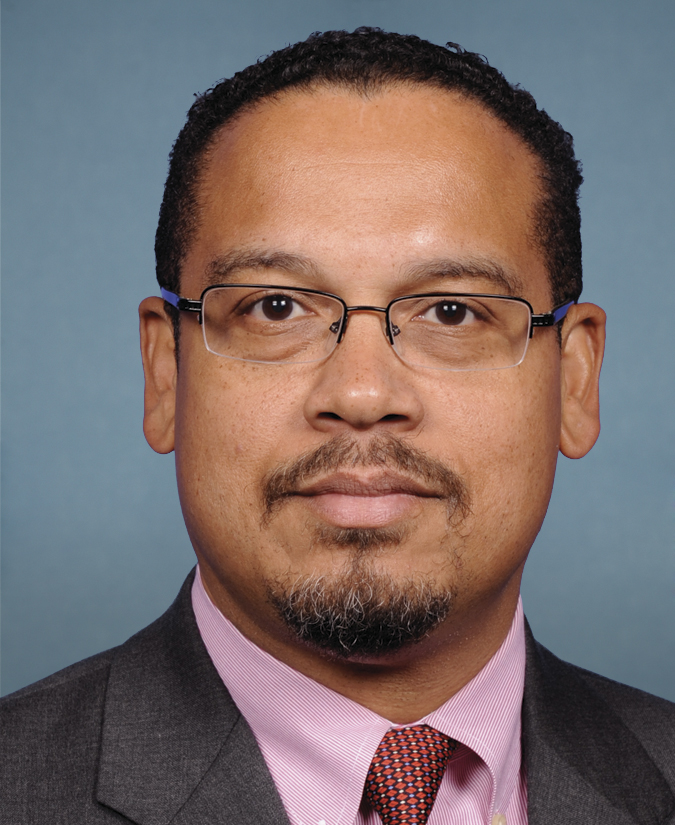
Keith Ellison

Keith Maurice Ellison (geboren am 4. August 1963 in Detroit, Michigan) ist ein US-amerikanischer Politiker der Demokratischen Partei. Seit 2019 ist er Attorney General des Bundesstaates Minnesota, für den er von 2007 bis 2019 einen Teil der Metropolregion Minneapolis im Repräsentantenhaus der Vereinigten Staaten vertreten hatte. 2017/18 war Ellison stellvertretender Vorsitzender des Democratic National Committee.

## Familie, Ausbildung und Beruf

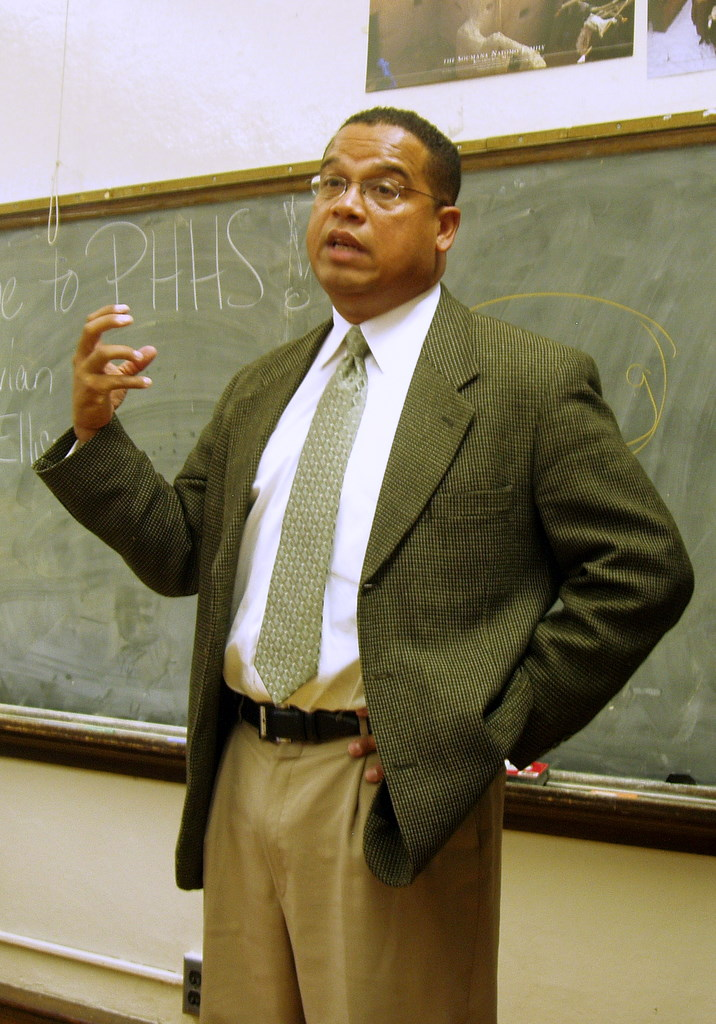
Keith Ellison spricht an der Patrick Henry High School in Minneapolis (September 2006)

Der Afroamerikaner Ellison wuchs mit vier Geschwistern in Detroit auf und wurde römisch-katholisch erzogen. Im Alter von 19 Jahren konvertierte er zum Islam. 1987 heiratete er Kim Ellison und zog nach Minneapolis, um dort 1990 sein Jurastudium an der University of Minnesota abzuschließen. Zusammen mit seiner geschiedenen Frau Kim hat Ellison vier Kinder.
Er arbeitete für die umstrittene Nation of Islam, für die er unter dem Namen Keith E. Hakim verschiedene Kolumnen in der Studentenzeitung Minnesota Daily schrieb. Dies wurde kritisiert, als er Politiker geworden war.

## Politik
Ellison ist Mitglied der Democratic-Farmer-Labor Party. 2002 wurde er im stark von Minderheiten dominierten Wahlbezirk 58B in Minneapolis ins Repräsentantenhaus von Minnesota gewählt.
Bei der Wahl zum Repräsentantenhaus der Vereinigten Staaten 2006 setzte er sich im 5. Kongresswahlbezirk Minnesotas mit 56 Prozent der Stimmen und rund 35 Prozent Vorsprung auf den Republikaner Alan Fine durch. Ellison nahm am 3. Januar 2007 im 110. Kongress der Vereinigten Staaten den Platz des ausscheidenden Abgeordneten Martin Olav Sabo ein. Er war der erste muslimische Abgeordnete im Kongress und legte als erster Abgeordneter seinen Amtseid auf den Koran ab. Dabei handelte es sich um eine Ausgabe von 1764 der Koranübersetzung von George Sale, die Thomas Jefferson 1815 der Library of Congress verkauft hatte.
Im Repräsentantenhaus war Ellison unter anderem Mitglied des Financial Services Committee, des Auswärtigen und des Rechtsausschusses. Bei der Wahl 2008 gelang Ellison mit großem Vorsprung die Wiederwahl. Er kam auf 70,8 Prozent der abgegebenen Stimmen, die republikanische Gegenkandidatin Barb Davis White 22 Prozent, der unabhängige Kandidat Bill McGaughey 6,9 Prozent. Ellison wurde bei allen folgenden Wahlen, zuletzt 2016, wiedergewählt, und erreichte stets über zwei Drittel der abgegebenen Stimmen.
Im Februar 2017 kandidierte Ellison beim Parteitag der Demokraten für den vakanten Vorsitz der Organisation der Bundespartei, des Democratic National Committee. In der Stichwahl unterlag er Tom Perez, der ihn zu seinem Stellvertreter ernannte. Ellison legte das Amt am 8. November 2018 nieder.
Im Juni 2018 gab Ellison bekannt, sich bei der Wahl im November 2018 als Attorney General des Bundesstaats Minnesota zu bewerben, statt zur Wiederwahl im Repräsentantenhaus anzutreten. Sein bisheriges Kongressmandat gewann die Demokratin Ilhan Omar an, die als zwölfjährige Geflüchtete aus Somalia in die Vereinigten Staaten gekommen war. Seine Exfreundin beschuldigte Ellison im August 2018, sie misshandelt zu haben, was Ellison dementierte. Mehrere Medienunternehmen klagten gegen seinen Willen auf Einsicht in seine Scheidungsunterlagen, die Mitte Oktober 2018 veröffentlicht wurden. Darin fanden sich keine Hinweise auf frühere Gewalttaten Ellisons.
Trotz der Vorwürfe siegte Ellison bei der Wahl zum Attorney General im November 2018 gegen den Republikaner Doug Wardlow. Er schied am 3. Januar 2019 aus dem Kongress aus und trat das Amt am 7. Januar 2019 an.

## Positionen
Ellison gilt als profilierte Stimme der Linken innerhalb der Demokratischen Partei (Progressivismus). In der Präsidentschaftsvorwahl der Demokraten 2016 setzte er sich für den linken Senator Bernie Sanders ein, der gegen die Establishment-Favoritin Hillary Clinton schließlich unterlag. Den Irakkrieg lehnte Ellison ab.